# Pseudosymblepharis mauiensis
Pseudosymblepharis mauiensis är en bladmossart som först beskrevs av C. Müller, och fick sitt nu gällande namn av Brotherus 1927. Pseudosymblepharis mauiensis ingår i släktet Pseudosymblepharis och familjen Pottiaceae. Inga underarter finns listade i Catalogue of Life.